# 쿠블라이 칸 (시)
쿠블라이 칸 ( Kubka Khan ) 은 새뮤얼 테일러 콜리지가 1797년에 완성하고 1816년에 출간된 시이다.  " 꿈에서 본 비젼" 이라는 부제목이 붙어 있다.  이 시는 콜리지가 쿠빌라이 칸에 의해 설립된 몽골의 수도인 산둥성을 묘사하는 작품을 읽다가 마약에 취해 꿈을 꾼 뒤 한 밤중에 쓴 것이다.  이 시는 콜리지가 쓴 노수부와 크리스타벨과 함께 그의 3대 작품으로 불린다.